# Mymoorapelta
Mymoorapelta maysi
Genre
Espèce
Mymoorapelta est un genre éteint de dinosaures ornithischiens ankylosauriens du Jurassique supérieur (Kimméridgien-Tithonien), soit il y a environ entre 154,8 à 143,1 millions d'années.
La seule espèce connue du genre, Mymoorapelta maysi, a été décrite à partir de restes fossiles découverts dans la Formation de Morrison, dans l'Ouest du Colorado.

## Classification

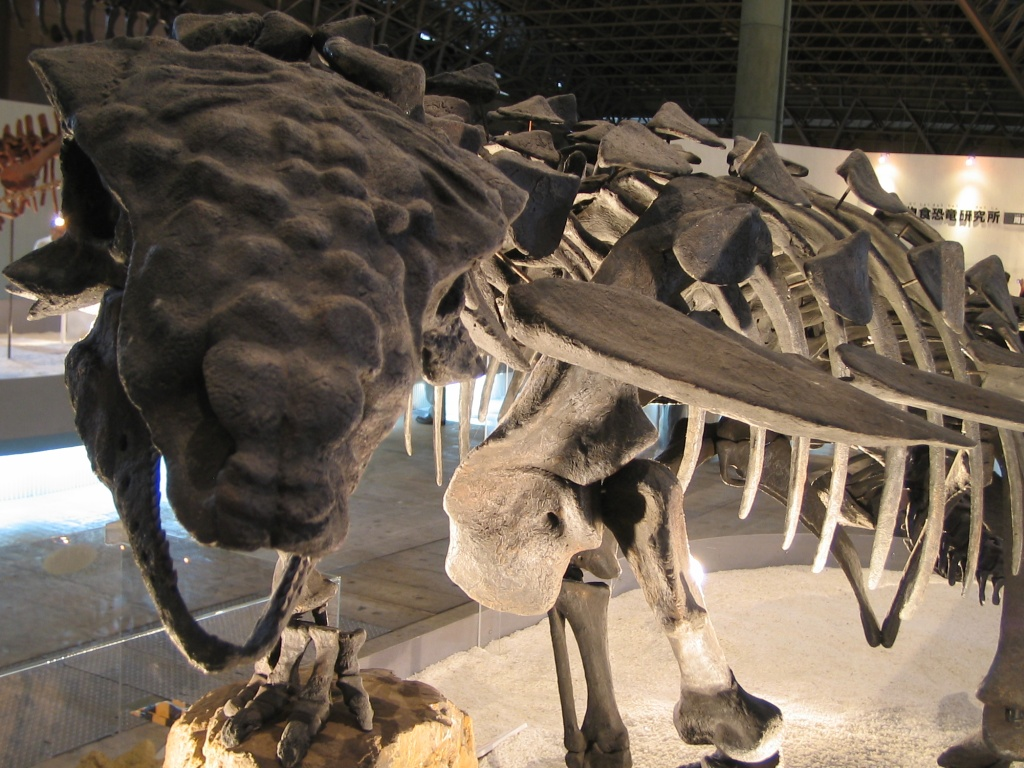
Moulage au Makuhari Messe

La position de Mymoorapelta au sein des ankylosauriens est controversée. James Kirkland (d) et Kenneth Carpenter (1994) l'ont placé au sein de la famille des Polacanthidae, tandis que Vickaryous et al. (2004) le considèrent comme un ankylosaurien incertae sedis. Une nouvelle analyse cladistique réalisée en 2011 par Thompson et al. suggère que Mymoorapelta est un Nodosauridae basal. 
Avec Gargoyleosaurus parkpinorum, Mymoorapelta est l'un des plus anciens ankylosauriens connus, donnant un aperçu sur les débuts de l'évolution de ce groupe de dinosaures et sa diversification.